# Saint-Ouen-de-Pontcheuil

Saint-Ouen-de-Pontcheuil este o comună în departamentul Eure, Franța. În 1 ianuarie 2022 avea o populație de 101 de locuitori.